# روزماري هيل
روزماري هيل (بالإنجليزية: Rosemary Hill) (و. 1957  م) هي مؤرخة، ومؤلفة، وكاتِبة، وكاتبة سير بريطانية، ولدت في لندن، هي عضوةٌ في الجمعية الملكية للأدب.

## جوائز
حصلت على جوائز منها:
- جائزة المنافسة العامة  [لغات أخرى]‏ (1946)
- قائد الفنون والآداب